# Dorfkirche Reinhardtsdorf

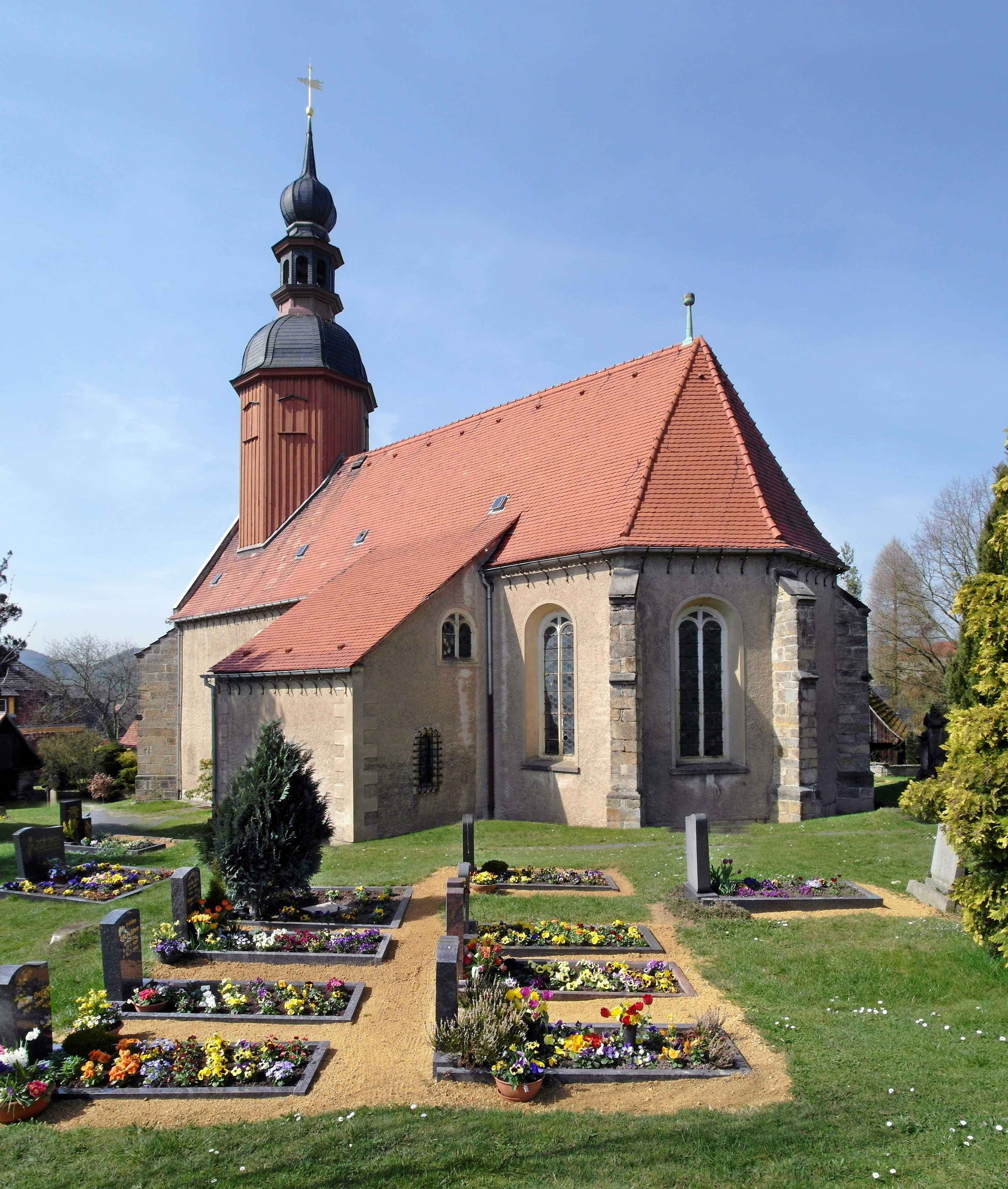
Dorfkirche Reinhardtsdorf

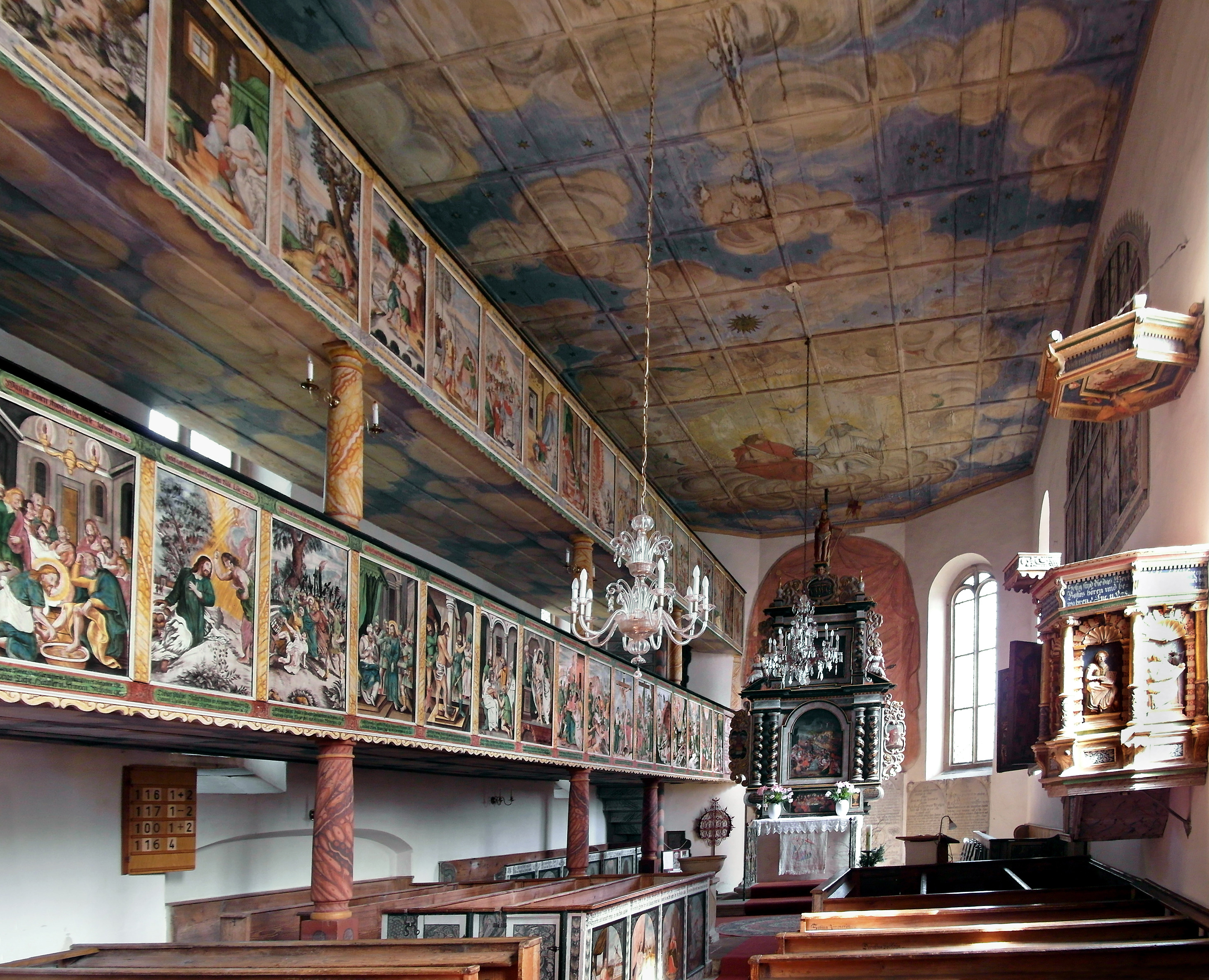
Innenansicht

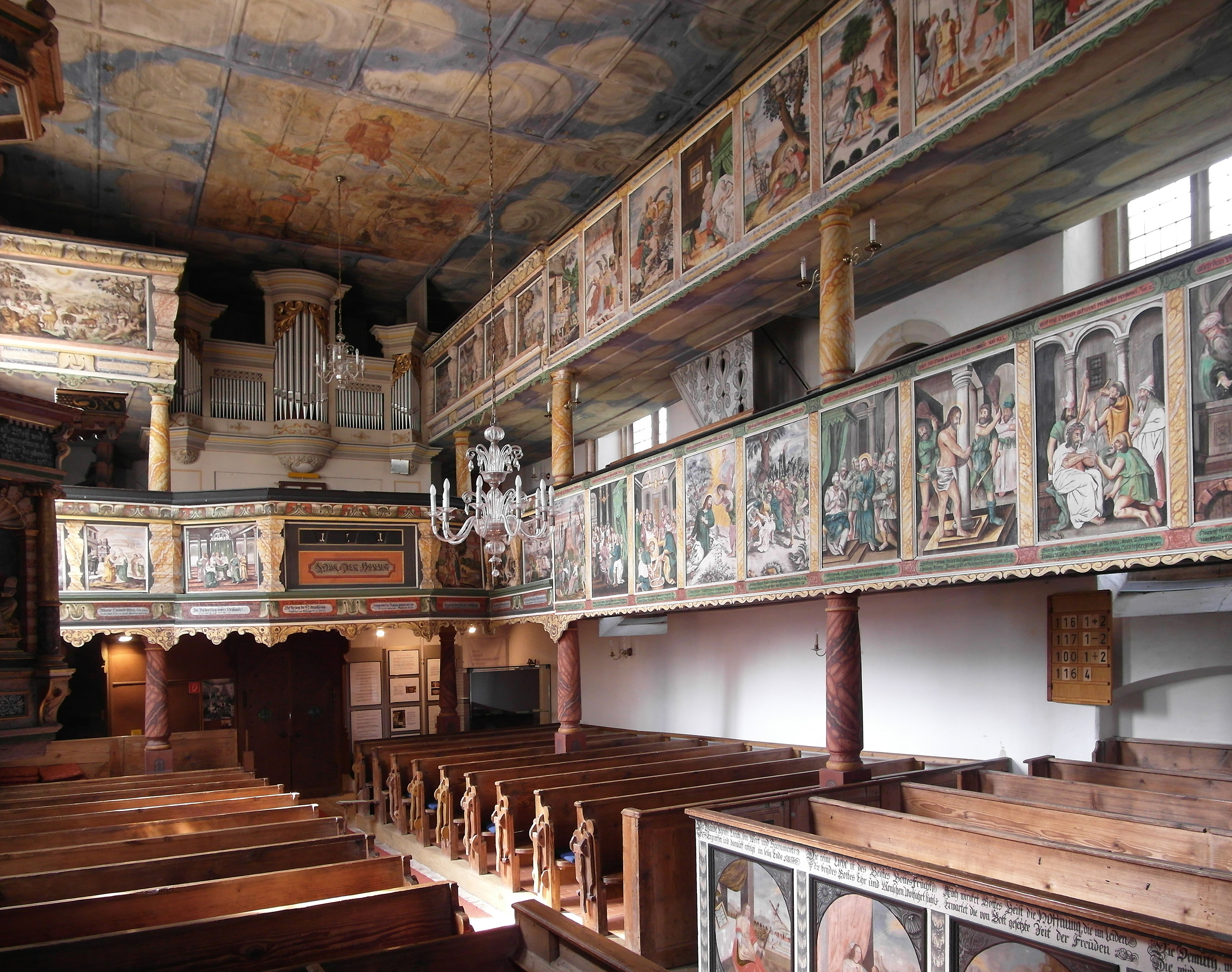
Innenansicht zur Orgel

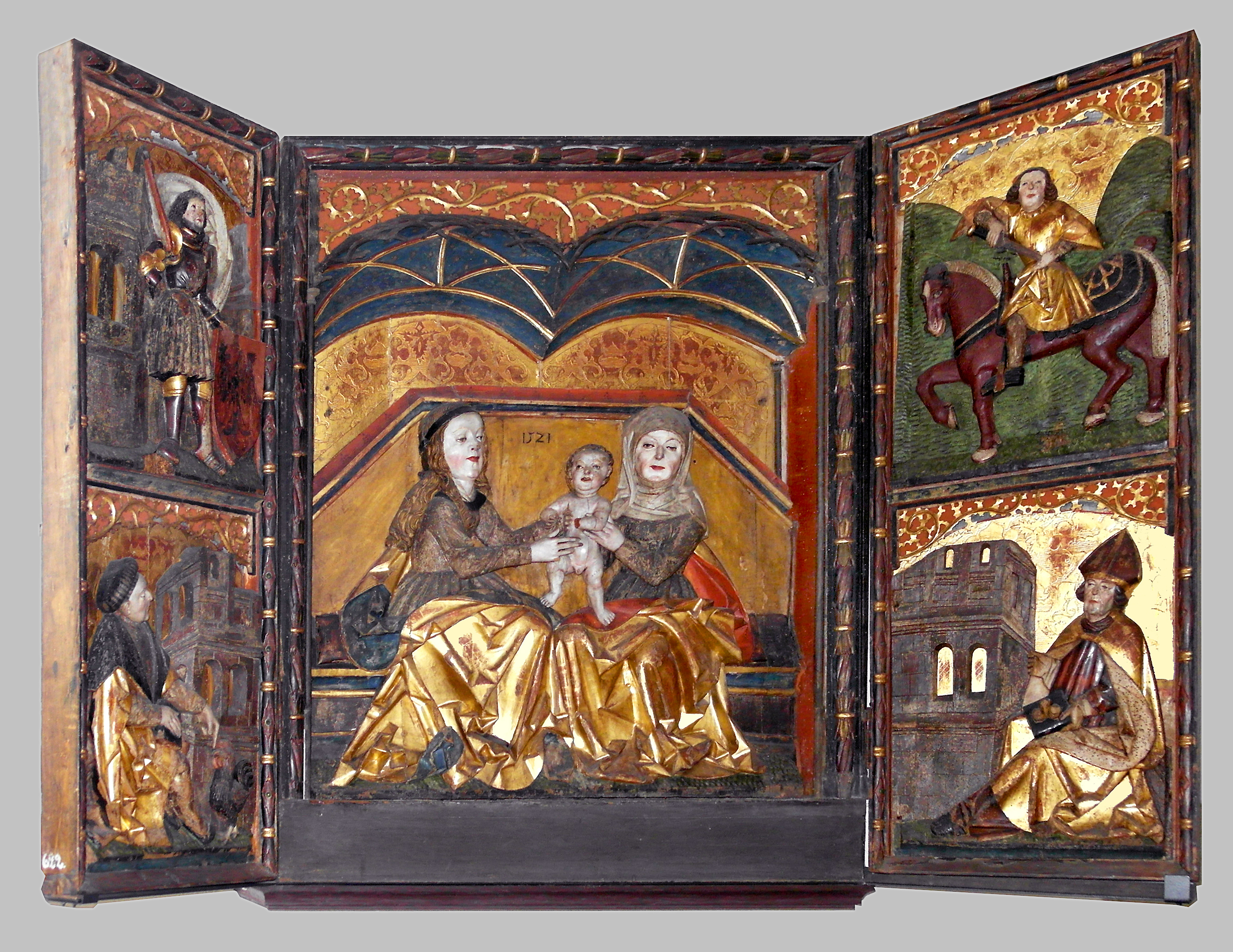
Spätgotischer Flügelaltar

Die Dorfkirche Reinhardtsdorf ist eine spätmittelalterliche Kirche aus dem 15./16. Jahrhundert im Ortsteil Reinhardtsdorf der Gemeinde Reinhardtsdorf-Schöna im Landkreis Sächsische Schweiz-Osterzgebirge, die im Innern barockisiert wurde. Sie gehört zur Kirchengemeinde Bad Schandau im Kirchenbezirk Pirna der Evangelisch-Lutherischen Landeskirche Sachsens.

## Geschichte
Die Kirche in Reinhardtsdorf wurde im Jahr 1368 erstmals erwähnt, ihre Geschichte geht jedoch bis auf die Erstbesiedlung um 1200 zurück. Die Kirche ist eine Saalkirche mit Fünfachtelschluss aus dem 15./16. Jahrhundert; sie erhielt 1521 einen gotischen Flügelaltar. Dieser Schnitzaltar mit einer Darstellung der Anna selbdritt wurde bei der Umgestaltung der Kirche, bei der auch der Dachreiter entstand, 1681 durch einen barocken Altar ersetzt, der Jesu letztes Abendmahl, seine Kreuzigung und Auferstehung abbildet. Lange befand sich der gotische Altar im Museum in Dresden und kehrte erst im Januar 1945, nur wenige Tage vor den Luftangriffen auf Dresden nach Reinhardtsdorf zurück. Er befindet sich jetzt neben der Kanzel von 1615. Restaurierungen des Äußeren wurden in den Jahren 2017–2019 vorgenommen; eine Sanierung des Dachs des nahegelegenen Pfarrhauses folgte 2023.

## Architektur
Das Bauwerk ist eine nachgotische Saalkirche aus verputztem Bruchsteinmauerwerk mit Strebepfeilern am Chor. Die rundbogigen Fenster zeigen Maßwerkformen des 16. Jahrhunderts. Das reich geschmückte Westportal ist mit Engelsfiguren aus dem Jahr 1675 von Heinrich Weingarten aus Pirna versehen. Ein oktogonaler Dachreiter über dem Westgiebel trägt eine Haube mit Laterne aus dem Jahr 1688.
Von 1680 bis 1711 wurde die Kirche ausgemalt. Die Decke zeigt das Jüngste Gericht und die Trinität, die obere Empore Szenen aus dem Alten Testament, hauptsächlich aus dem 1. Buch Mose, aber auch vom Auszug aus Ägypten, von Samson, David und Elija, die untere Empore stellt das Leben Jesu Christi dar. Unter jedem Bild steht der Name des Stifters und der von ihm gespendete Geldbetrag. Auf dem Gestühl sind die christlichen Tugenden bildlich dargestellt. Als Hintergrund der Abbildungen dient die Umgebung von Reinhardtsdorf, das Elbsandsteingebirge.

## Ausstattung
Der mehrgeschossige Altar stammt aus dem Jahr 1681 und zeigt in den Gemälden das Abendmahl, die Kreuzigung und die Kreuztragung; als Abschluss dient eine Skulptur des auferstandenen Christus. Der Altar wird von einer reizvollen, schmiedeeisernen Gitterschranke eingerahmt. Die hölzerne Kanzel zeigt am Korb Figuren Christi und der Evangelisten; sie ist mit der Jahreszahl 1615 bezeichnet. Der Taufstein ist ebenfalls ein Werk von aus dem Jahr 1615. An der Südseite steht ein Altarretabel mit der Jahreszahl 1521, er zeigt im Schrein eine Skulptur von Anna selbdritt; auf den Flügeln sind innen Reliefs, links die Heiligen Wenzel und Veit, rechts Martin und Nikolaus, außen Gemälde mit Kaiser Heinrich dem Heiligen und dem Heiligen Wolfram, bezeichnet mit CM, dargestellt.
Die Kirche hat eine Orgel von Hermann Eule Orgelbau Bautzen von 1911 mit 14 Registern auf zwei Manualen und Pedal.